# Pseudosymmachia glabrosa
Pseudosymmachia glabrosa är en skalbaggsart som beskrevs av Zhang 1992. Pseudosymmachia glabrosa ingår i släktet Pseudosymmachia och familjen Melolonthidae. Inga underarter finns listade i Catalogue of Life.